# Filocolo
Il Filocolo o, secondo il suo significato etimologico, Fatica d'amore, è uno dei primi lavori di Giovanni Boccaccio. È il primo romanzo avventuroso della letteratura italiana scritto in prosa in volgare (mentre i romanzi delle origini erano poemi scritti in versi).
Questa opera appartiene alla giovinezza di Boccaccio, scritta durante il suo soggiorno a Napoli nel 1336.
La materia è tratta dalla tradizione popolare: le avventure dei protagonisti Florio e Biancifiore erano note in tutta Europa quanto quelle di Tristano e Isotta, e solo in Italia per esempio esisteva un poemetto popolare in ottava rima intitolato Cantare di Florio e Biancifiore, per non contare le varie versioni in francese (Floire et Blanceflor) che circolavano. Boccaccio però ne fece una personale rielaborazione, inaugurando anche il nuovo stile in prosa: la trattazione appare però forse troppo erudita e retorica della materia ingenua e popolare, tanto da appesantire spesso il testo con artifici della retorica latina e svilire la freschezza della narrazione.

## Trama
I due protagonisti sono Florio, figlio saraceno del Re  di Spagna, e Biancifiore, un'orfana di fede cristiana, il padre della quale era stato ammazzato dal padre di Florio. Essi si innamorano dopo essere cresciuti insieme, mentre leggono l'Ars amatoria di Ovidio. Questo amore è inviso al Re di Spagna, al tal punto che decide di far vendere Biancifiore ai mercanti che la mandano quindi all'ambasciatore di Alessandria, il quale la imprigiona. I due amanti sono costretti ad affrontare molte peripezie e disgrazie che li dividono, ma alla fine, dopo numerosi viaggi di Florio sotto lo pseudonimo di Filocolo, riescono a coronare il loro amore.

## Curiosità
- Nel testo, Florio, bloccato a Napoli da una tempesta in mare, si trova a passeggiare presso la tomba di Virgilio, dove viene attratto dalla melodia proveniente da un giardino vicino; qui incontra Caleone (che rappresenta il Boccaccio stesso) che fa parte di una nobile brigata e invita Florio a unirvisi. Tra questi giovani c'è anche una certa Fiammetta (Maria d'Aquino), eletta regina del gruppo. Ciascuno a turno pone una questione d'amore, su cui la regina interviene. Questo passo è particolarmente significativo in quanto preludio dello schema del Decameron.

## Edizioni
- Il Filocolo, Venezia, per maestro Antonio da Gusago Bresano, nel MCCCCLXXXXVII adi XXII novembrio.
- Il Filocolo, edizione critica di A. E. Quaglio, in Tutte le opere a cura di Vittore Branca, I, Mondadori, Milano, 1967.
- Il Filocolo, a cura di Mario Marti, in Opere minori in volgare, I, Rizzoli, Milano, 1969.